# Humberville
Humberville é uma comuna francesa na região administrativa de Grande Leste, no departamento de Haute-Marne. Estende-se por uma área de 6,44 km². Em 2010 a comuna tinha 68 habitantes (densidade: 10,6 hab./km²).